# Colpo di Stato in Romania del 1944
Il colpo di Stato del 23 agosto 1944 - chiamato anche atto del 23 agosto - fu l'atto con cui, il 23 agosto 1944, re Michele I di Romania decise la rimozione e l'arresto del Primo ministro Ion Antonescu, ordinò l'immediata cessazione della cooperazione tra il Regno di Romania e le potenze dell'Asse e avviò i negoziati per un armistizio con gli alleati e la cooperazione militare con l'Unione Sovietica.
Nominato Primo ministro dal re Carlo II con regio decreto del 4 settembre 1940 e confermato nello stesso incarico da re Michele il 6 settembre 1940, il 23 agosto 1944 Ion Antonescu venne rimosso e arrestato con decreto reale. Questo atto concluse il regime iniziato con il colpo di Stato effettuato da Ion Antonescu del 6 settembre 1940. Il regime di Antonescu era una dittatura militare, alleata in guerra con le potenze dell'Asse e che poco prima si era rifiutata di sottoporre al re il documento di armistizio con l'Unione Sovietica in base al quale gli eserciti degli alleati avrebbero potuto transitare nel paese.
L'Armata Rossa aveva già invaso il nord-est del Regno di Romania nel marzo del 1944 e si era arrestata su una linea di fronte che passava per Černivci, Botoșani, Iași, Chișinău e Tighina. La separazione delle potenze dell'Asse e la firma immediata dell'armistizio con l'Unione Sovietica divenne dunque una necessità urgente e vitale. Il governo sovietico era già in trattative con l'opposizione rumena a Stoccolma tramite l'ambasciatrice sovietica Aleksandra Michajlovna Kollontaj e l'inviato romeno Frederic Nanu. I sovietici minacciarono di riprendere l'offensiva nel mese a settembre se esso non avesse lasciato l'alleanza con le potenze dell'Asse. L'atto del 23 agosto 1944 fu programmato dal re stesso e da una coalizione dei partiti democratici attivi tra le due guerre (liberali, contadini e socialdemocratici) e del Partito comunista, che costituivano il blocco nazionale democratico. Al golpe collaborarono funzionari di rango elevato dell'esercito come i generali Constantin Sănătescu, Aurel Aldea, Ion Negulescu e altri.
Subito dopo la rimozione e l'arresto di Ion Antonescu il Regno di Romania lasciò l'alleanza con le potenze dell'Asse e dichiarò guerra alla Germania nazista e all'Ungheria. L'accordo tra i governi di Stati Uniti d'America, Regno Unito e Unione Sovietica, da un lato, e il governo rumeno, dall'altro, venne firmato a Mosca il 12 settembre 1944. Esso stabilì i modi di governance politica del paese e il pagamento di danni materiali all'Unione Sovietica per un ammontare di 300 milioni di dollari in sei anni sotto forma di merci. Un altro risultato del cambio di alleanza del 23 agosto 1944 fu il ritorno della Transilvania del nord all'interno delle frontiere rumene. La Dobrugia Meridionale venne assegnata al Regno di Bulgaria e la Bessarabia e la Bucovina del Nord, ceduti all'Unione Sovietica nel 1940, rientrarono nel Regno di Romania. Il colpo di Stato del 23 agosto accelerò l'avanzata degli alleati - uno dei quali era ora il Regno di Romania - verso i confini della Germania nazista. Dal 1944 alla fine della guerra l'Esercito rumeno partecipò alle operazioni contro la Germania nazista e i territori occupati dell'Ungheria e della Cecoslovacchia.

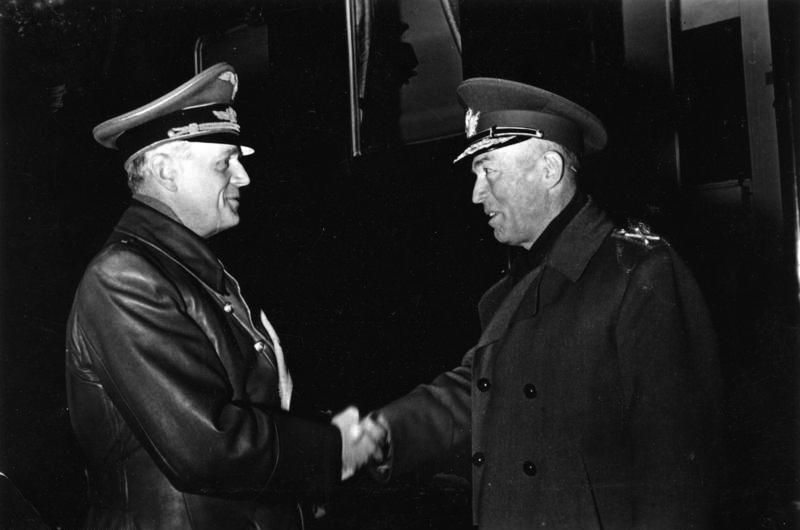
Ion Antonescu (a destra) si alleò con la Germania nazista per recuperare la Bessarabia e la Bucovina settentrionale. La sua promessa di rimanere con la Germania nazista fino alla fine della guerra, tuttavia, gli impedì di "preoccuparsi degli interessi del suo paese" come lui stesso aveva detto ad Adolf Hitler a Berchtesgaden.

## Contesto

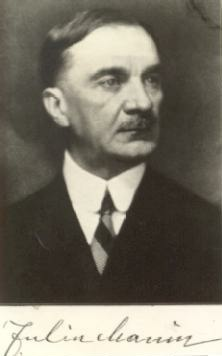
Iuliu Maniu, leader del Partito Nazionale Contadino, negoziò il ritiro del Regno di Romania dalla guerra e collaborò con re Michele per rovesciare la dittatura di Ion Antonescu.

Il generale Ion Antonescu venne investito dei "pieni poteri", quando nel 1940, dopo la dittatura reale di re Carlo II, il Regno di Romania fu costretto sotto la pressione diplomatica dell'Unione Sovietica e della Germania nazista, che un anno prima avevano firmato il patto Molotov-Ribbentrop, a cedere la Transilvania del nord all'Ungheria, la Bessarabia e la Bucovina settentrionale all'Unione Sovietica e la Dobrugia meridionale al Regno di Bulgaria. Il giorno dopo la formazione del governo di Antonescu, re Carlo II venne costretto ad abdicare in favore del suo giovane figlio Michele. La Costituzione venne sospesa, il Parlamento sciolto e alcuni dei poteri costituzionali del re furono assunti da Ion Antonescu che assunse il titolo di conducător, un titolo equivalente a quello italiano di duce. Antonescu aveva quindi poteri discrezionali di capo del governo, rafforzando la sua posizione dopo la soppressione della ribellione dei legionari della Guardia di Ferro. Nel giugno del 1941 il governo Antonescu entrò in guerra con le potenze dell'Asse e contro l'Unione Sovietica con lo scopo di riconquistare i territori annessi dai sovietici l'anno precedente. In seguito, tuttavia, nonostante le proteste dei partiti storici, Antonescu continuò ad avanzare sul territorio sovietico, a est del fiume Dnestr, occupando il territorio dell'attuale Transnistria, usato per sterminare i nemici politici del regime, intellettuali, artisti e pensatori indesiderati e migliaia di ebrei - sia rumeni espulsi che locali - e rom.
Dopo la battaglia di Stalingrado, tuttavia, l'Armata Rossa cominciò ad avanzare e, nel marzo 1944, giunse in Romania. Dal marzo all'agosto del 1944 il fronte si stabilizzò sulla linea Černivci-Botoșani-Iași-Chișinău-Tighina.

## Eventi

### Pianificazione
Le parti storiche escluse dal potere, ma che poterono operare anche durante la dittatura di Ion Antonescu, mantennero contatti con gli alleati e discussero con i loro emissari inviati da Iuliu Maniu ad Ankara e Il Cairo. Nel frattempo, dopo la battaglia di Stalingrado, anche il governo di Antonescu tenne alcune trattative con Aleksandra Michajlovna Kollontaj, rappresentante sovietico a Stoccolma, tramite il diplomatico Frederic Nanu. Maniu nei negoziati con i rappresentanti degli alleati accettò la richiesta di Stalin di coinvolgere i comunisti in qualsiasi nuovo governo.
Il 23 marzo 1944, mentre Antonescu si trovava in visita ufficiale in Germania, re Michele incaricò il generale Constantin Sănătescu di sondare se le truppe del Ministero della guerra e dello stato maggiore generale, che riteneva oppositori di Antonescu, fossero disposti ad agire. Il risultato fu deludente ma il giorno dopo ricevette la visita di un generale che sosteneva che era giunto il momento di un colpo di Stato.
Dopo pochi giorni, re Michele incontrò Antonescu a pranzo e capì che era inutile cercare di convincerlo dell'opportunità del cambiamento dell'orientamento bellico del Paese. Nel contesto dell'ultimatum degli alleati, il re invitò i leader politici ad assumersi la responsabilità di decidere per la pace, nel caso avesse esortato pubblicamente Antonescu a dimettersi. Ma questo non accadde.
Nell'agosto del 1944 re Michele ritenne giunto il momento per attuare il colpo di Stato. La Germania nazista si era ritirata dal fronte rumeno e l'Armata Rossa da mesi si stava preparando per iniziare in qualsiasi momento un grande attacco. I servizi segreti e la polizia segreta tedesca divennero sospettosi e la regina madre Elena fu interrogata dalla polizia segreta tedesca per sapere se fosse a conoscenza dei piani del figlio. Per indebolire i sospetti, dal 16 al 18 agosto, il re lasciò la capitale per trascorrere alcuni giorni a Sinaia.
Durante la giornata del 20 agosto, il re ricevette la notizia che i russi avevano lanciato l'attacco sulla parte anteriore del fronte e al volante della sua Lincoln partì per Bucarest, accompagnato dal segretario Mircea Ionniţiu, dall'aiutante Emil Ionescu e dal generale Gheorghe Mihail, suo consigliere per le questioni militari. Giunto nella capitale, presso la Casa Nouă, una residenza nella tenuta del Palazzo Reale, ci fu un incontro del re con i capi militari che parlarono a favore del colpo di Stato. Tra questi vi era il colonnello Dumitru Dămăceanu, comandante della guarnigione di Bucarest. Alla riunione parteciparono anche Constantin Sănătescu, Ioan Mocsony-Stârcea, Grigore Niculescu-Buzești, Mircea Ionniţiu, il generale Gheorghe Mihail e Aurel Aldea. A Dumitru Dămăceanu venne chiesto di quanto tempo aveva bisogno per radunare le truppe per occupare i punti strategici della città e lui rispose che aveva bisogno di cinque giorni. La data del golpe venne quindi stabilita per il 26 agosto.

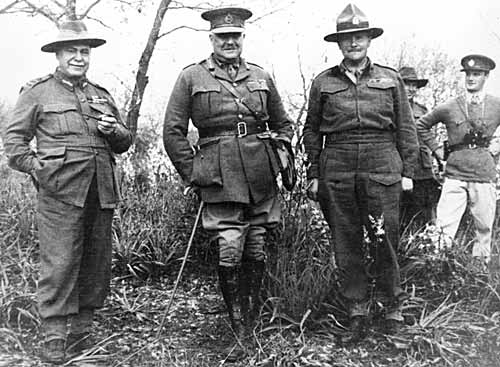
Il generale britannico Henry Maitland Wilson (al centro in primo piano), capo dell'Alto comando alleato a Il Cairo, a cui fu inviato il telegramma di re Michele il 21-22 agosto.

La sera del 21 agosto si tenne una riunione con i leader politici Iuliu Maniu, Dinu Brătianu, Constantin Titel Petrescu e Lucrețiu Pătrășcanu che approvarono il piano impostato la sera prima. Il re incaricò Maniu e Patrascanu di presentare la lista dei ministri per il nuovo governo entro il 23 agosto. Nel corso della riunione, il gruppo dei rappresentanti politici approvò il testo di un telegramma che avrebbe dovuto essere inviato al comando alleato a Il Cairo, guidato dal generale britannico Henry Maitland Wilson. Nel telegramma si annunciava un cambiamento di regime e si proponevano bombardamenti simultanei ai danni delle unità tedesche a nord di Bucarest e nei centri ferroviari ai confini con l'Ungheria e la Jugoslavia. Mocsoni-Styrcea, un funzionario del Ministero degli affari esteri, la sera stessa si recò nella sede del ministero e trascorse la notte crittografando i due telegrammi inviati poi da un trasmettitore di proprietà di Iuliu Maniu. La mattina del 22 agosto, prima di tornare a Bucarest, decise di fare un bagno nel lago e si incontrò con Davidescu, segretario generale del Ministero, che lo informò che Antonescu avrebbe lasciato Bucarest il giorno seguente per liquidare i piani del colpo di Stato. Informato di questo, la data del golpe venne spostata con urgenza al 23 agosto senza aver consultato i leader politici.

### Arresto di Antonescu

Il Palazzo reale di Bucarest (in una fotografia del 1941) è il luogo in cui furono arrestate le figure chiave del regime di Ion Antonescu e dove il re formò il nuovo governo. Ion Antonescu e Mihai Antonescu erano stati precedentemente arrestati e trattenuti nella CasaNouă, una villa situata nella tenuta del palazzo e che fu distrutta dai bombardamenti tedeschi nei giorni successivi.

Il 23 agosto 1944 Ion Antonescu chiese al re un'udienza per le 16 dello stesso giorno. Il re comunicò al vice primo ministro Mihai Antonescu che aveva concesso l'udienza per le ore 15.30. Nella discussione che seguì e che durò più di un'ora, Ion Antonescu presentò al re la situazione al fronte e disse che la tregua sarebbe finita con il consenso di Adolf Hitler. Rifiutò tuttavia di accettare di uscire dalla guerra giustificando di aver dato la sua parola di ufficiale a Hitler e che sarebbe andato con lui fino alla fine. Il re usò quindi le parole d'ordine "Se le cose stanno così, allora non c'è più nulla da fare !" per chiamare il colonnello Emil Ionescu che con un gruppo di quattro soldati arrestò il maresciallo Antonescu e il suo vice Mihai Antonescu. I due vennero consegnati a Emil Bodnăraș, capo di un gruppo armato di lavoratori chiamato "Guardie patriottiche", che li trasferì in una casa sicura a Bucarest, nel quartiere di Vatra Luminoasă. Nell'edificio vennero scortati altri ministri rimossi: Il generale Constantin Pantazi, ministro della difesa, il generale Dumitru Popescu, ministro degli interni, il generale Constantin Vasiliu, segretario di Stato presso il Ministero degli interni e il colonnello Mircea Elefterescu, capo della polizia di Bucarest. Eugen Cristescuil, capo della sicurezza venne arrestato pochi giorni dopo. Il 31 agosto, dopo l'entrata delle truppe sovietiche a Bucarest, Emil Bodnăraș consegnò i ministri arrestati al tenente generale Tevcenkov e al maggiore generale Nikolai Burenin, comandante delle truppe sovietiche a Bucarest, per ordine del generale Rodion Jakovlevič Malinovskij, comandante delle forze sovietiche nel Regno di Romania.
Nel pomeriggio del 23 agosto i leader dei partiti democratici Constantin Bratianu, Iuliu Maniu e Constantin Titel Petrescu vennero convocati a palazzo. Sarebbe stato presente anche Lucreţiu Patrascanu, rappresentante del Partito Comunista Rumeno. Non fu tuttavia possibile rintracciare i primi tre in quanto l'azione si sarebbe dovuta tenere dopo tre giorni. A palazzo giunse solo Lucreţiu Patrascanu dopo che il nuovo governo composto da persone di fiducia di re Michele era stato formato. I leader politici ottennero il titolo di ministri senza portafoglio. Dato che le truppe predisposte dal re e da Iuliu Maniu non erano facilmente disponibili, l'unica milizia che custodiva gli arrestati erano i comunisti organizzati da Emil Bodnăraș. Questo venne sfruttato in seguito dalla propaganda comunista che sostenne esageratamente che il Partito Comunista svolse un ruolo di primo piano nel colpo di Stato.
Prima delle 20 il re registrò un messaggio per il paese da trasmettere alla radio alle 22. In esso annunciava il cambio di governo e il passaggio dalla parte degli alleati. La solidarietà con il re era generale e tutti gli ufficiali importanti erano dalla sua parte. Dopo la trasmissione del messaggio scoppiarono dimostrazioni popolari di entusiasmo.
Negli anni tra il 1980 e il 1990 emerse un documento del capitano della guardia del palazzo reale George Teodorescu, in cui sosteneva di aver ricevuto una lettera di Ion Antonescu il giorno del golpe, subito dopo essere l'arresto. Antonescu gli disse di non opporsi in linea di principio al lasciare la guerra, ma rifiutò di sostenere una tregua così ardua con l'Unione Sovietica ovvero la firma di un atto politico con cui si cedevano la Bessarabia e la Bucovina del Nord e si accettava l'occupazione sovietica. Si rifiutò soprattutto di dichiarare guerra alla Germania nazista. Il documento venne pubblicato dopo la rivoluzione rumena del 1989.

### Reazione dei nazisti
Intorno alle 21 del 23 agosto, l'ambasciatore tedesco Manfred von Killinger giunse a palazzo per avere informazioni accurate sugli eventi. Per guadagnare tempo, il re negò il golpe, dicendo che Ion Antonescu era libero. Le forze tedesche lanciarono il giorno successivo un bombardamento su Bucarest, distruggendo parte del Palazzo Reale e l'intera Casa Nouă. Re Michele, tuttavia, era già fuggito con sua madre nel villaggio di Dobriţa, in Oltenia.
Le truppe rumene presenti a Bucarest sopravvissero ai bombardamenti tedeschi e agli attacchi con il sostegno della US Air Force, che bombardò a sua volta le posizioni tedesche a Băneasa e Otopeni, prendendo di mira le ferrovie e le strade che sarebbero potute essere utilizzate dalla Wehrmacht per l'evacuazione delle truppe.
L'Esercito rumeno dovette cominciare a combattere contro un ex alleato, la Wehrmacht. Nel frattempo, l'Armata Rossa cominciò ad avanzare nel Regno di Romania. Ritenendosi ancora in territorio nemico, si comportò di conseguenza. Sequestrò di armi, munizioni ed equipaggiamenti pubblici e privati, migliaia di soldati e ufficiali rumeni vennero arrestati. Tuttavia, dal 23 agosto, il territorio rumeno fu esentato dall'essere un teatro di guerra. Formalmente, l'armistizio rumeno-sovietico fu firmato il 12 settembre 1944.

## Conseguenze

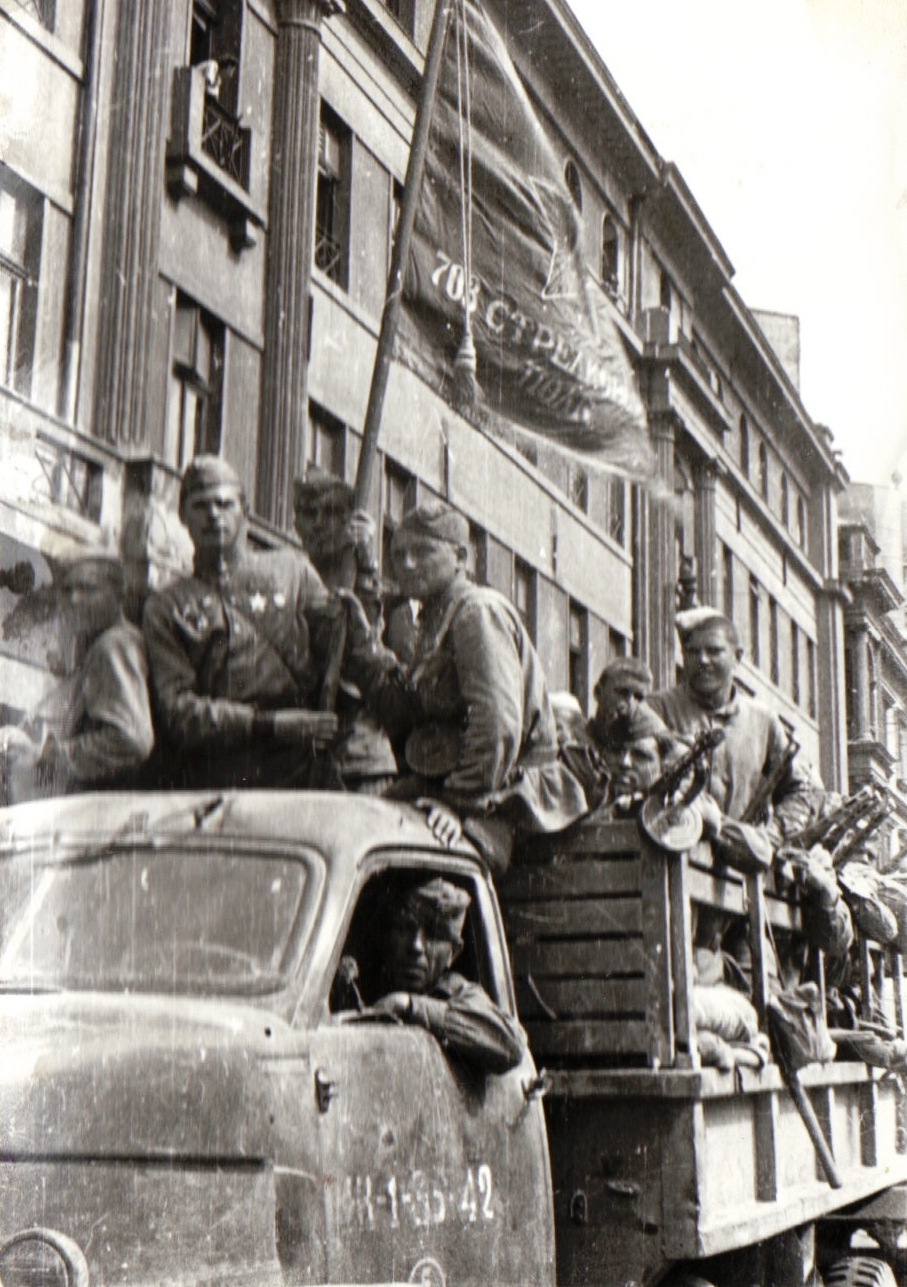
L'Armata Rossa entrò a Bucarest una settimana dopo gli eventi, trovando la città liberata dai tedeschi, l'Esercito rumeno pronto a combattere dalla sua parte e un governo disposto ad allearsi.

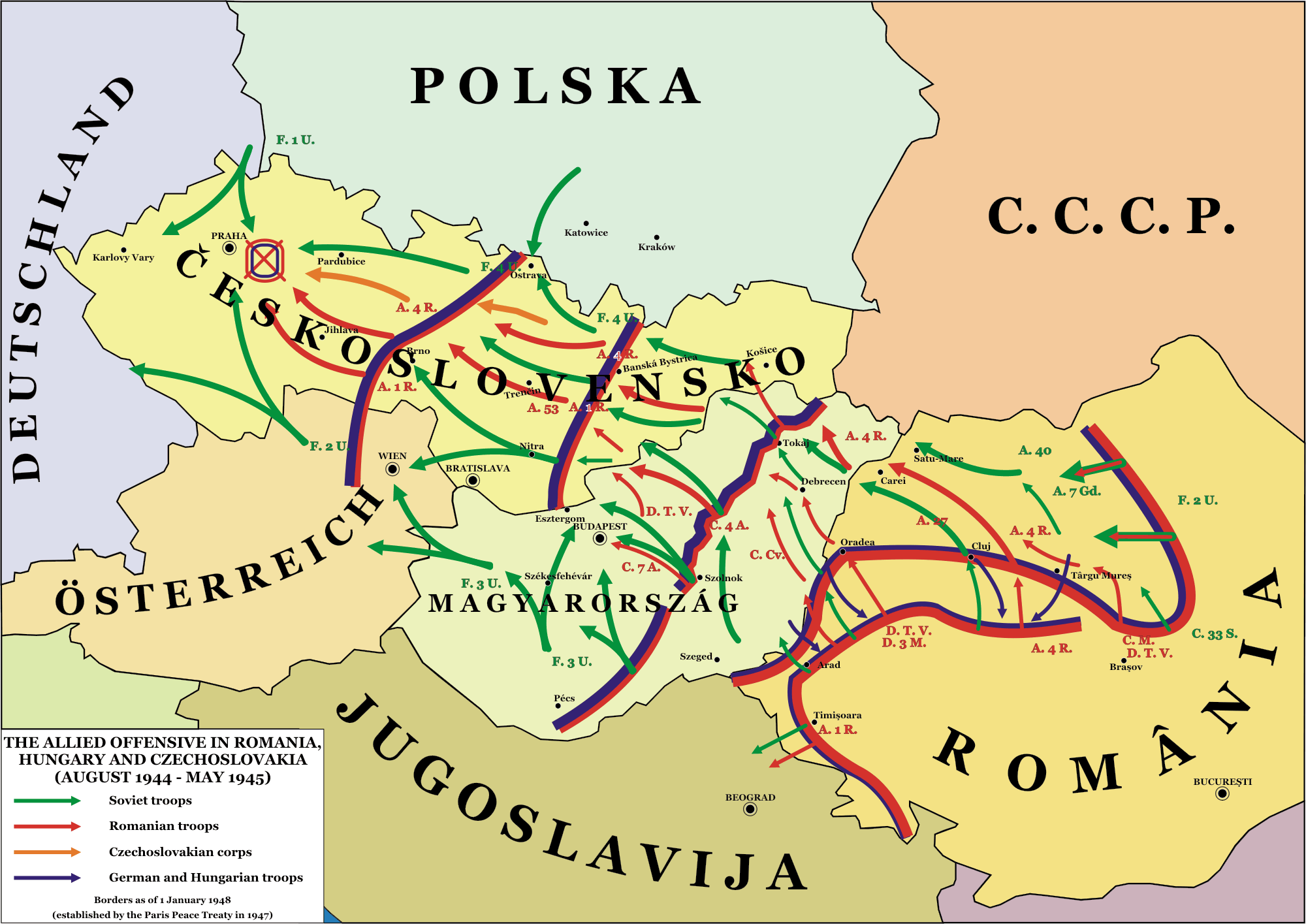
Il movimento delle truppe rumene (in rosso), di quelle sovietiche (in verde) e di quelle cecoslovacche (in arancione) tra il 24 agosto 1944 e il 7 maggio 1945.

### Leadership della Romania
Dopo la rimozione e l'arresto di Ion Antonescu, il generale Constantin Sănătescu venne incaricato di formare un governo con i rappresentanti dei partiti democratici, con alcuni politici comunisti e ufficiali dell'esercito. Questo governo negoziò l'armistizio con l'Unione Sovietica. L'Armata Rossa occupò tutto il paese ed entrò a Bucarest il 31 agosto. Anche se in un primo momento i soldati e gli ufficiali rumeni vennero arrestati, essi poi accettarono di collaborare con l'esercito reale rumeno per sconfiggere la Germania nazista. L'Esercito rumeno riconquistò la Transilvania settentrionale e collaborò a liberare l'Ungheria e la Cecoslovacchia.

### Il destino del maresciallo Antonescu
Immediatamente dopo essere stato arrestato e fino a novembre, Ion Antonescu venne custodito con gli altri ministri in una casa della capitale. Il mattino successivo al golpe infatti, dopo che il re aveva lasciato la capitale per rifugiarsi in Oltenia, le guardie comuniste di Emil Bodnăraș presero il maresciallo, senza previa approvazione delle nuove autorità, e lo portarono nella casa dell'amante dello stesso Bodnăraș. Più tardi, il 31 agosto, il giorno in cui l'Armata Rossa entrò a Bucarest, l'ex Primo ministro fu consegnato al generale sovietico Burenin. Il maresciallo venne tenuto prigioniero dei sovietici per un anno e mezzo, senza essere processato nel processo di Norimberga. Successivamente, Antonescu fu riportato in Romania e processato dalla Corte popolare di Bucarest, in un processo di matrice stalinista. Anche se avrebbe potuto chiedere clemenza, rifiutò di firmare la domanda di grazia fatta dal suo avvocato, al fine di non mettere il sovrano in una situazione politica disperata. Il re sarebbe stato accusato di simpatie naziste se avesse concesso il perdono o mancanza di patriottismo se non l'avesse concesso. Il maresciallo Antonescu fu condannato a morte e giustiziato presso il carcere di Jilava il 1º giugno 1946.

### Re Michele
Dopo il 6 marzo 1945 il governo rumeno venne dominato dai comunisti imposti dall'Unione Sovietica con l'Armata Rossa. Re Michele non poté resistere essendo considerato dai sovietici un ostacolo al loro progetto di istituire un regime comunista nel paese. Quindi, anche se l'Unione Sovietica espresse mediante un telegramma la soddisfazione per gli eventi nel Regno di Romania e decorò il sovrano con l'Ordine della Vittoria, la più alta decorazione militare sovietica, il 30 dicembre 1947 re Michele venne costretto ad abdicare con un atto incostituzionale, strappato con la forza e il ricatto, e a lasciare il paese. Poco dopo i comunisti proclamarono la Repubblica popolare.

## Storiografia

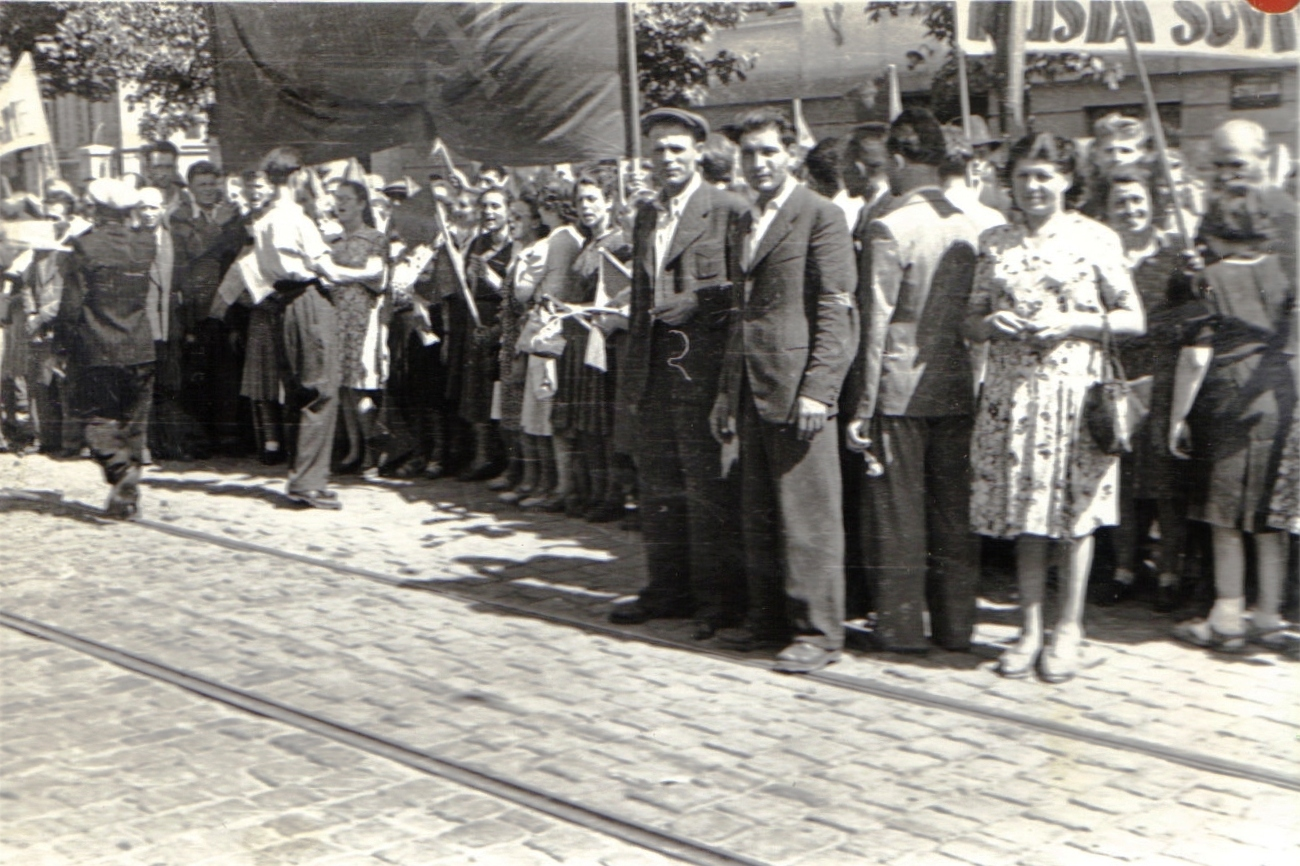
Sebbene il loro ruolo fosse minimo, i comunisti si attribuirono l'intera azione. Dopo una settimana, i leader comunisti presenti (nella foto, Gheorghe Apostol e Chivu Stoica) organizzarono manifestazioni di benvenuto all'Armata Rossa.

Durante il periodo comunista, il nome del colpo di Stato del 23 agosto 1944 subì varie trasformazioni nella propaganda ufficiale ma fu costantemente promosso come un grande risultato comunista. L'insurrezione armata del 23 agosto 1944 divenne la festa nazionale della Romania durante la dittatura comunista. Verso la fine di questo periodo, su proposta di Nicolae Ceaușescu, il nome del golpe venne mutato in "Rivoluzione della liberazione sociale e nazionale, antifascista e imperialista". La storia di questo evento venne però falsificata fin dall'inizio. Il ruolo di Michele e degli altri partiti venne ridotto al minimo. L'evento venne presentato come quasi esclusivamente di matrice comunista anche se in realtà era all'epoca era un movimento illegittimo e con un piccolo numero di membri. Questa campagna di falsificazione iniziò il 24 agosto 1944, quando la stampa comunista si attribuì loro tutti i meriti dell'azione.
La storiografia occidentale, a sua volta, adottò la posizione ufficiale delle Nazioni Unite e della quattro nazioni vincitrici della seconda guerra mondiale vale a dire il Regno Unito, gli Stati Uniti d'America, l'Unione Sovietica e la Francia, anche se c'erano altri paesi che avevano combattuto contro le potenze dell'Asse - ovvero Polonia, Norvegia, Paesi Bassi, Belgio, Jugoslavia e Regno di Grecia -, anche se l'Unione Sovietica aveva stipulato un patto di non aggressione (Patto Molotov-Ribbentrop) con la Germania nazista fino all'estate del 1941, e anche se la Francia, guidata ufficialmente dal maresciallo Philippe Pétain, aveva combattuto contro gli alleati. La Francia libera del generale Charles de Gaulle aveva inoltre un minor numero di soldati dell'Esercito romeno nel settembre del 1944. Vista la sua posizione ufficiale, il 10 febbraio 1947 il Regno di Romania firmò i trattati di Parigi come paese sconfitto. La stessa sorte era toccata all'Italia, che si era schierata con gli alleati un anno prima del Regno di Romania.
Dopo la caduta del comunismo, gli storici rumeni furono in grado di analizzare senza censure il cambiamento di alleanza del Regno di Romania avvenuto il 23 agosto 1944. Le interviste concesse da re Michele a molti giornalisti e storici apparvero sulla stampa del paese portando nuova luce sugli eventi di allora. Alcuni organi politici, tuttavia, assunsero il 23 agosto non solo al ruolo di festa nazionale, come era naturale, e al ruolo di commemorazione ufficiale, ma anche come un tentativo di riabilitare Ion Antonescu. La percezione della comunità internazionale è che la Romania vuole cancellare la lotta a fianco degli alleati e ritornare al nazionalismo fascista. Successivamente, però, il lavoro della Commissione per il ruolo storico del cambio di alleanza della Romania del 23 agosto 1944 e la restituzione della Transilvania del Nord nelle frontiere della Romania e le pressioni diplomatiche internazionali impedirono la riabilitazione solenne di Ion Antonescu desiderata dai partiti nazionalisti. Il 23 agosto, il giorno che celebra il cambiamento di alleanza del Regno di Romania e l'ingresso tra gli alleati è visto da molti politici ed elettori, cresciuti durante il periodo comunista, come il colpo di Stato che inaugurò il comunismo in Romania, anche se ciò avvenne solo il 6 marzo 1945.